# 駕籠

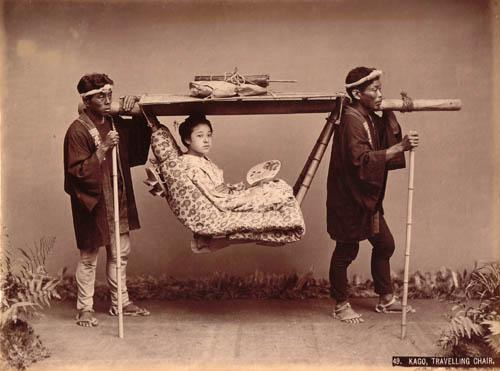
駕籠

駕籠（かご）は、人を乗せて人力で運ぶ乗り物のこと。人が座る部分を一本の棒に吊し、複数人で棒を前後から担いで運ぶ。江戸時代まではよく使われたが、明治に入ると道路の整備に伴い急速に人力車に取って代わられていき、明治5年（1872年）までには交通・運送手段としての役割を終えてほぼ姿を消した。

## 歴史

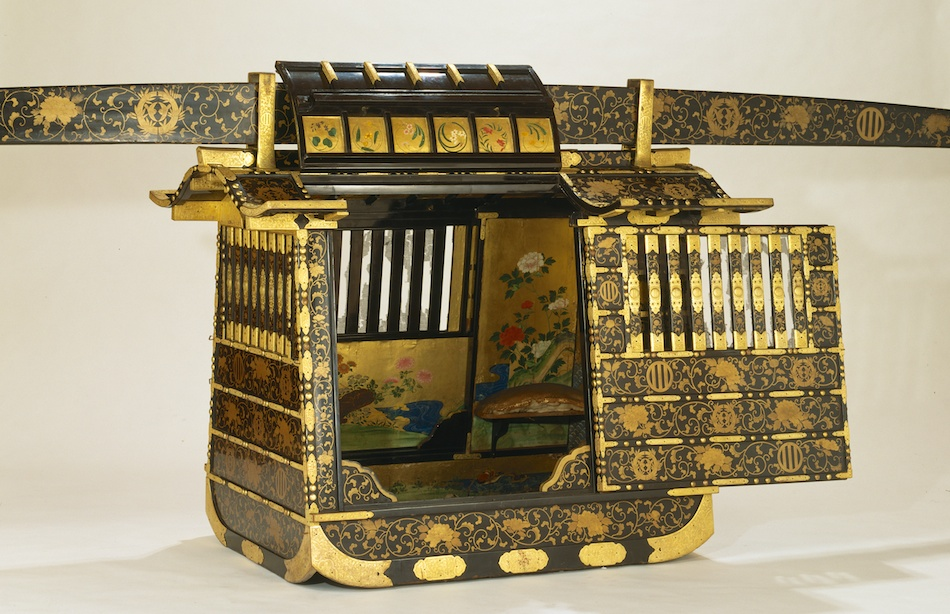
伊達家の順姫（むねひめ）用の竹雀紋竪三引両紋牡丹唐草蒔絵女乗物。江戸時代中期・18世紀（東京富士美術館蔵）

江戸時代、駕籠の中でも公家や武家が乗るような、装飾が施されて引き戸が付いている高級なものは乗物（のりもの）と呼ばれ、大型で柄の長いものは長柄と呼ばれた。
将軍家の用いた総網代と呼ばれる漆仕上げの乗り物を頂点として、大名の中でも地位階級によって形式や仕上げに精粗の差があった。また、大名や側室が非公式に移動する際には、御忍び駕籠と呼ばれる4人担ぎの乗り物が用いられた。大名の家臣は重臣であっても基本的に江戸市中では駕籠には乗らなかったが、対外折衝役を務める江戸留守居役の武士は、体面として留守居役駕籠と呼ばれる2 - 3人担ぎの乗り物を使用した。また、主用で外出する武士は権門駕籠と呼ばれる2人担ぎの駕籠を用いることがあった。
庶民が乗る一般の駕籠は町駕籠と呼ばれるが、武家が私用で乗ることもあった。江戸市中で使われた町駕籠には、引き戸があり町駕籠の中で最上級の宝泉寺駕籠、左右に畳表を垂らした竹製のあんぽつ駕籠、小型で左右に垂れの付いた四つ手駕籠、四つ手よりやや大型であんぽつより簡素な京四つ駕籠の4種類があった。

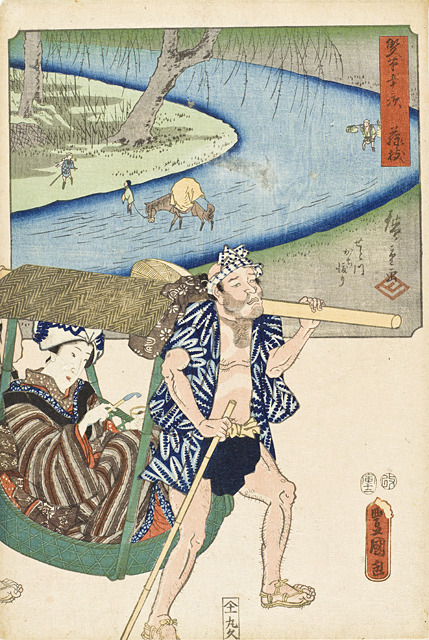
籠状の座席

五街道などの街道筋には「道中駕籠」と総称される民間の駕籠屋が存在し、大別すると山篭、問屋駕籠、宿駕籠の3種類があった。山篭は箱根峠などの山道区間専用の駕籠で、使われる駕籠も特殊な組み方となっていた。問屋駕籠は、各宿場の問屋場を通して使用する駕籠者の人数に応じた公定賃金を払って乗る武士専用の駕籠であり、使われる駕籠が2人担ぎの粗雑な駕籠であったことから、主に自家用の駕籠に乗った主人のお供となる武士が利用した。宿駕籠は別名雲助駕籠とも呼ばれた庶民が利用できる駕籠で、標準的には垂れのない四つ手駕籠を使用し、料金は駕籠者との直接交渉によって決められた。また、特殊な駕籠として、8人から10人程度の駕籠者を動員して街道を走る速度重視の早駕籠があった。早駕籠は『忠臣蔵』などにも登場し、同作品では江戸から赤穂までの170里余りを丸4日半で走破したことになっている。東海道の大井川などでは、川越し人足に担いで渡してもらう輦台（れんだい。蓮台、連台とも）越しという方法があった。
人が座る部分は、竹製の簡易な籠状のものや（これが駕籠の語源でもある）、木製の箱状のものなどである。三人一組（一人は交替要員）で担ぐ場合を三枚肩（さんまいがた）、四人一組（一つの駕籠を四人同時に担ぐか、二人で担いで残りは交替要員）で担ぐものを四枚肩（しまいがた）と呼んだ。さらに八人で交替に担ぐものは、八枚肩（はちまいがた）、あるいは八人肩（はちにんがた）と呼ばれた。

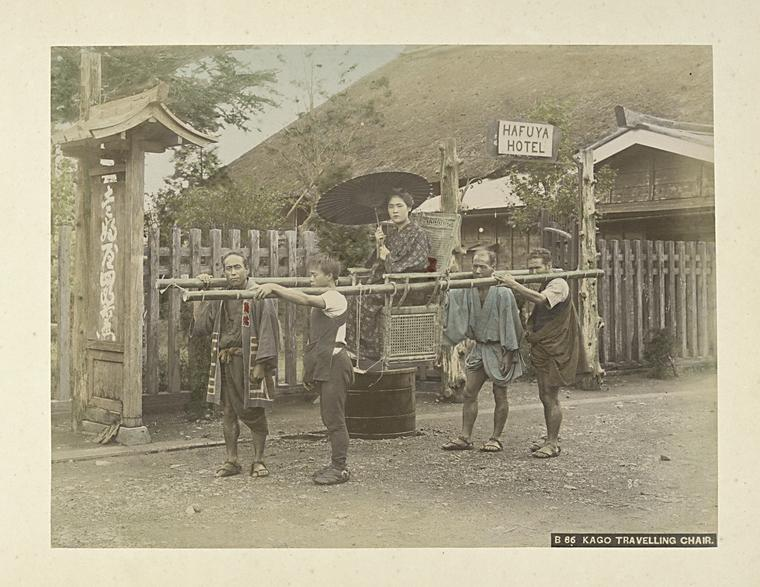
椅子駕籠

幕末から明治にかけ来日した西洋人は日本人より体格に優れ、そして脚を折り曲げて座る習慣がなかった。そんな彼らにとって駕籠は窮屈な姿勢を強いられる不快な乗り物であった。そのため西洋人の便宜を図り、椅子に担ぎ棒を取り付けた『椅子駕籠』が考案された。だが後に人力車が普及して駕籠はすたれ、駕籠者や駕籠舁の多くは人力車の車夫に転職していった。

## 担ぐ人

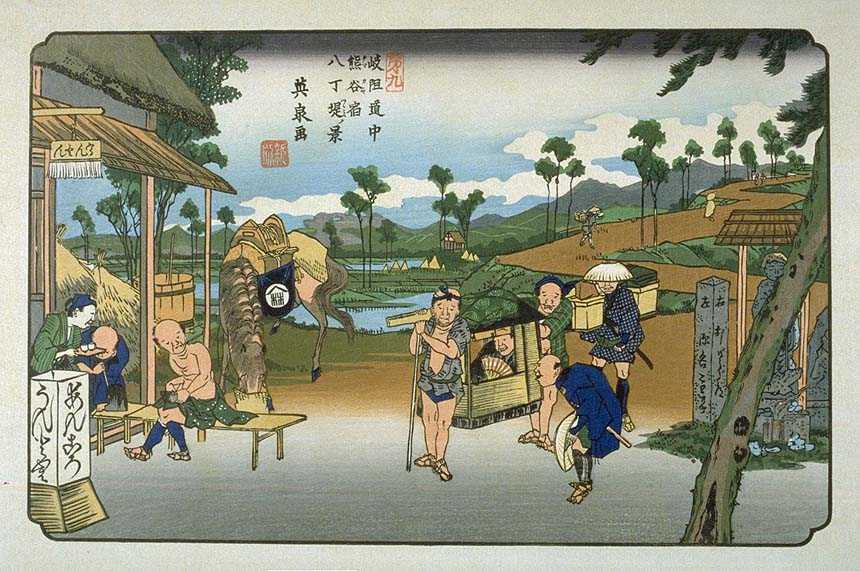
木曾道中熊谷宿の駕籠（渓斎英泉）

乗物を担ぐ人は駕籠者（かごのもの）といい、幕府職制では駕籠頭と呼ばれる人がリーダーだった。駕籠者は総じて扱いにくく、態度の大きい荒くれ者が多かった。駕籠者は陸尺（ろくしゃく、六尺とも書く）とも呼ばれたが、これは「力者（りきしゃ）」が転訛したものという、肩から模様のある長袖の法被を着ていた。また、1丈2尺の棒を二人で担ぐから六尺、古代中国の天子の輿が六尺四方だったからなど陸尺の語源には諸説ある。陸尺の採用には高い技術のほかに長身の身体が求められた。身長によって賃金に格差があり、6尺（182センチメートル）に及ぶ大男たちが務めたから六尺と呼ばれたという説もある。
一方、庶民が乗る駕籠は町駕籠、辻駕籠などと呼ばれ、その担ぎ手は駕籠舁（かごかき）といい、駕籠屋に詰めて乗客を運搬した。さらに道中の宿場にはいわゆる雲助など無頼の輩が駕籠舁を担当し、乗客とのトラブルが頻発したという。

## 駕籠に実際に乗れる場所

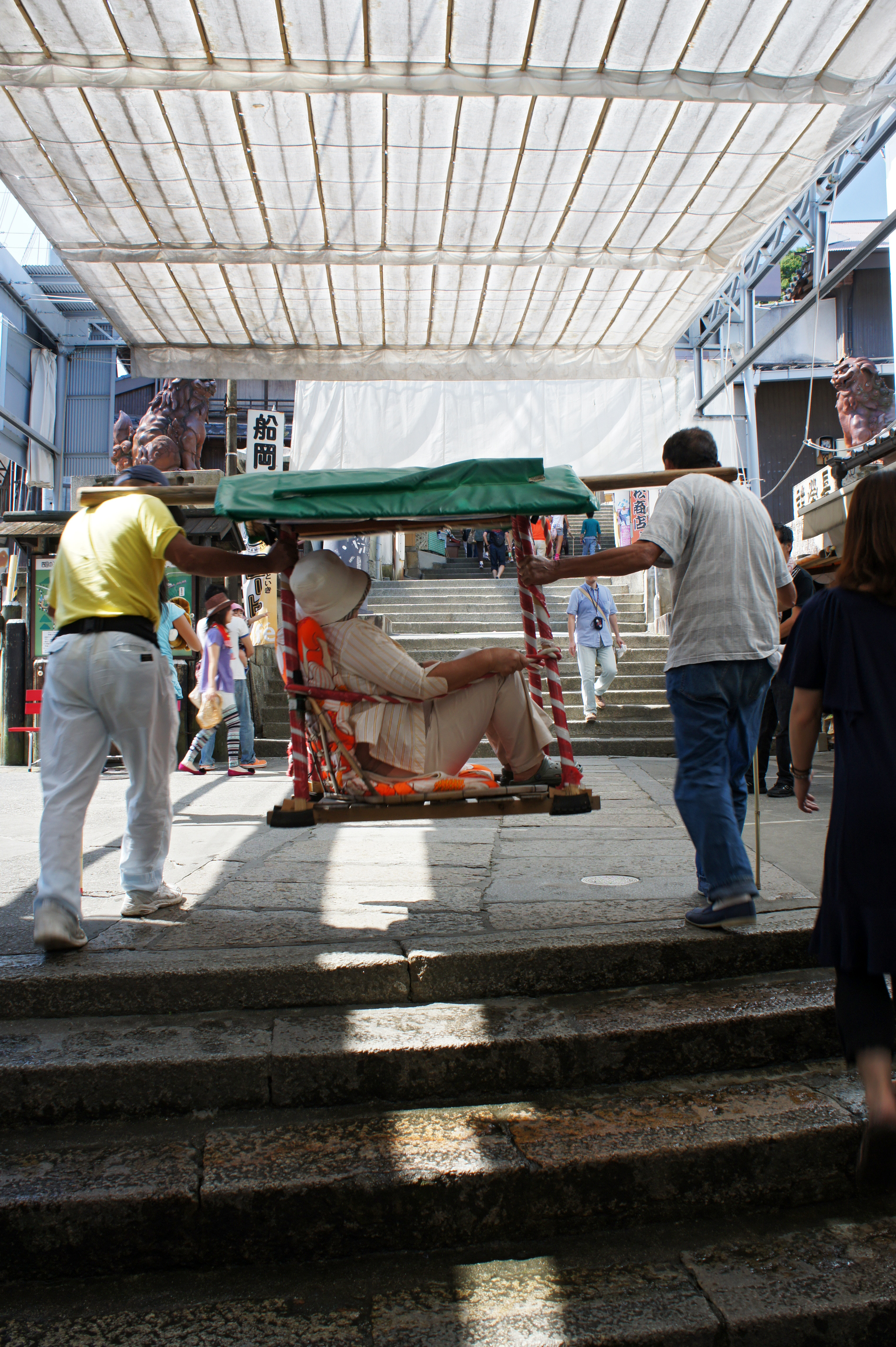
金刀比羅宮の表参道

今日では交通手段としては全く使われていないが、駕籠に乗る体験ができる施設等もある。
- 東京都江戸東京博物館
- 猿沢池（奈良県）
- 太秦映画村（京都府）

## 駕籠にまつわる事件
- 桜田門外の変（1860年） - 彦根藩の行列駕籠が襲撃された事件。
- 坂下門外の変（1862年） - 磐城平藩藩主の駕籠が襲撃された事件。

## その他
- 駕籠に道端で出会った際の礼儀として、小笠原流礼法では、相手が目上なら右へ避け、目下なら左へ避けることが礼儀と『小笠原諸礼大全』（文化6年、1809年）には図と共に記されている[7]。
- 江戸期、公務員の駕籠代は1里32文の割で支給されたが（江戸京都間で125里、4千文＝金1両＝8万円換算）、箱根から日本橋まで通し駕籠で3両（24万円）の例から換算した場合、江戸京都間は15両（約120万円）となり、割に合わなかった[8]。
- 奈良県橿原市の狐の嫁入りの伝承において、狐も駕籠に乗ったとされる[9]。